# Sisyrinchium antucense
Sisyrinchium antucense är en irisväxtart som beskrevs av Pierfelice Ravenna. Sisyrinchium antucense ingår i släktet gräsliljor, och familjen irisväxter. Inga underarter finns listade i Catalogue of Life.